# يطروفة سهلية

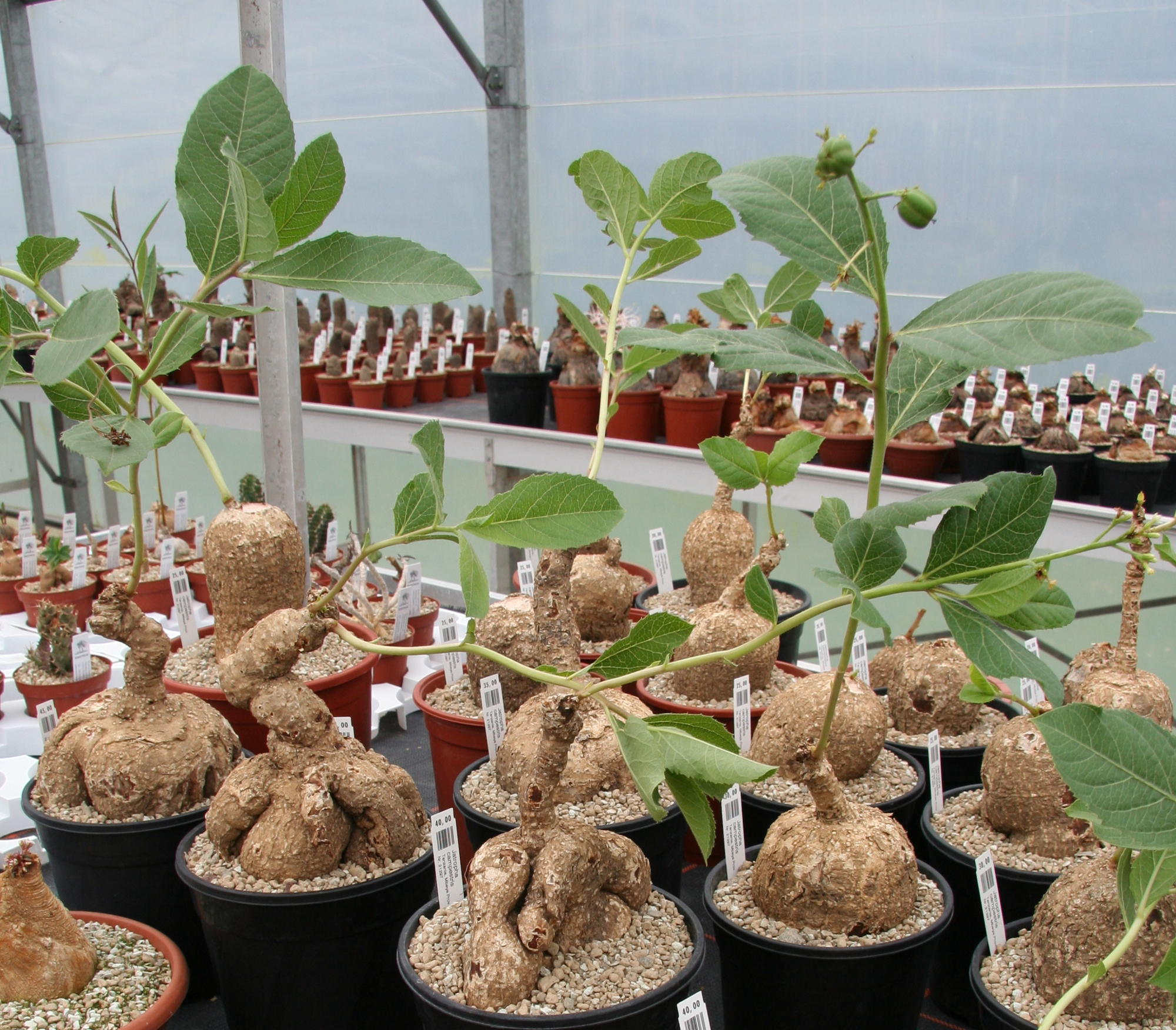

يطروفة سهلية (الاسم العلمي:Jatropha campestris) هي نوع من النباتات تتبع جنس اليطروفة من الفصيلة الفربيونية.